# Строне-Шльонські
Стро́не-Шльо́нські (пол. Stronie Śląskie, нім. Seitenberg) — місто в південно-західній Польщі, в південно-східних Судетах. Належить до Клодзького повіту Нижньосілезького воєводства.

## Демографія
Демографічна структура станом на 31 березня 2011 року:
|          | Загалом | Допрацездатний вік | Працездатний вік | Постпрацездатний вік |
| -------- | ------- | ------------------ | ---------------- | -------------------- |
| Чоловіки | 2886    | 477                | 2112             | 297                  |
| Жінки    | 3200    | 490                | 1924             | 786                  |
| Разом    | 6086    | 967                | 4036             | 1083                 |